# 2018 aux États-Unis
Chronologie des États-Unis
- 2014
- 2015
- 2016
- 2017
- 2018
- 2019
- 2020
- 2021
- 2022

 2016 par pays en Amérique - 2017 par pays en Amérique - 2018 par pays en Amérique - 2019 par pays en Amérique - 2020 par pays en Amérique 
Cette page concerne des événements qui se sont produits durant l'année 2018 du calendrier grégorien aux États-Unis.

## Gouvernement
- Président : Donald Trump (républicain)
- Vice-président : Mike Pence (républicain)
- Secrétaire d'État : Rex Tillerson puis Mike Pompeo
- Chief Justice : John G. Roberts Jr.

## Événements

### Janvier
- Janvier : des coulées de boue dans le sud de la Californie font 20 morts[1].
- 20-22 janvier : arrêt des activités gouvernementales (shutdown).

### Février
- 14 février : fusillade de Parkland en Floride.

### Mars
- 15 mars : effondrement de la passerelle de l'université internationale de Floride à Miami.
- 16 mars : IHeartMedia, la plus grande société de radio américaine, accuse une dette de 20 milliards de dollars et se déclare en faillite[2].
- 24 mars : March For Our Lives à Washington et dans plusieurs villes, pour le contrôle des armes à feu.

### Avril
- 3 avril : fusillade au siège social de YouTube en Californie.

### Mai
- 2 mai : accident aérien du Lockheed WC-130H en Géorgie.
- 4 mai : séisme de magnitude 6,9 à Hawaï.
- 8 mai : les États-Unis se retirent de l'accord de Vienne sur le nucléaire iranien et menacent de sanctions les entreprises qui continueraient à commercer avec l'Iran.
- 18 mai : fusillade du lycée de Santa Fe au Texas.

### Juin
- 12 juin :
  - rencontre entre Donald Trump et Kim Jong-un à Singapour ;
  - la FIFA attribue la Coupe du monde de football 2026 aux États-Unis, au Canada et au Mexique.
- 12 juin : assassinat de Lesandro Guzman-Feliz dans le Bronx.

### Juillet
- Juillet-août : violents incendies en Californie, les plus importants de l'Histoire de cet État.

### Août
- 2 août : Apple devient la première entreprise privée à valoir plus de 1 000 milliards de dollars en bourse.
- 13 août : la Cour suprême de Virginie-Occidentale est visée dans sa totalité par un impeachment de la législature de l'État, une enquête sans précédent. La procédure aboutit à la démission de trois des cinq juges visés.

### Septembre
- 14 septembre : l'ouragan Florence touche la Caroline du Nord.

### Octobre
- 1er octobre :
  - les conditions de l'Accord Canada–États-Unis–Mexique (ACEUM), qui succède à l'ALÉNA, sont officiellement acceptées par les trois États membres ;
  - l'immunologiste américain James Allison et l'immunologiste japonais Tasuku Honjo reçoivent le Prix Nobel de physiologie ou médecine pour leurs travaux sur la thérapie du cancer.
- 2 octobre :
  - l’Américain Arthur Ashkin, le Français Gérard Mourou, et la Canadienne Donna Strickland reçoivent le Prix Nobel de physique pour leurs travaux sur les lasers ;
  - la disparition et l'assassinat présumé du journaliste saoudien travaillant pour le Washington Post Jamal Khashoggi dans le consulat d'Arabie Saoudite à Istanbul provoque une crise diplomatique entre la Turquie et les États-Unis d'une part, et l'Arabie Saoudite d'autre part.
- 3 octobre : le Prix Nobel de chimie est décerné à l'Américaine Frances Arnold pour avoir conduit « la première étude sur l'évolution dirigée des enzymes, des protéines qui catalysent les réactions chimiques » et à l'Américain George Smith et le Britannique Gregory Winter pour leurs travaux sur les bactériophages.
- 7 octobre : un accident de la route fait au moins 20 morts dans l'état de New York[3].
- 8 octobre : le prix de la Banque de Suède en sciences économiques en mémoire d'Alfred Nobel est décerné aux économistes américains William Nordhaus et Paul Romer pour avoir été parmi les premiers à intégrer les changements climatiques et l'innovation technologiques dans les analyses macroéconomiques.
- 10 octobre : l'ouragan Michael touche le nord de la Floride puis la Géorgie, les Carolines et la Virginie.
- 17 octobre : les États-Unis annoncent leur intention de se retirer de l'Union postale universelle.
- 20 octobre : Donald Trump annonce l'intention de retirer les États-Unis du Traité sur les forces nucléaires à portée intermédiaire, signé avec l'URSS en 1987.
- 22 au 27 octobre : affaire des colis piégés d'octobre 2018.
- 27 octobre : une fusillade dans une synagogue de Pittsburgh fait 11 morts.

### Novembre
- Nouveaux incendies meurtriers en Californie, principalement le Camp Fire autour de Paradise.
- 5 novembre : début du procès d'El Chapo, considéré comme le plus important narcotrafiquant au monde. Il est reconnu coupable de tous ses chefs d'accusation le 12 février 2019, et condamné à la prison à perpétuité plus 30 années supplémentaires le 17 juillet 2019.
- 6 novembre : élections législatives, sénatoriales et des gouverneurs.
- 7 novembre :
  - une fusillade fait 13 morts à Thousand Oaks, en Californie ;
  - démission de Jeff Sessions, procureur général des États-Unis.
- 30 novembre :
  - un séisme de magnitude 7,0 frappe Anchorage (Alaska)[4] ;
  - décès de l'ancien président George H. W. Bush.

### Décembre
- 5 décembre : funérailles nationales de George H. W. Bush, mort le 30 novembre.
- 20 décembre : James Mattis, secrétaire à la Défense, démissionne au lendemain de la décision du président Donald Trump de retirer les troupes américaines de Syrie.
- 22 décembre : à la suite d'un désaccord budgétaire entre les représentants démocrates et l'administration républicaine Trump, les Démocrates refusant de financer la construction d'un mur à la frontière entre les États-Unis et le Mexique, début du plus long shutdown de l'Histoire des États-Unis[5]. Il prendra fin au bout de 35 jours, le 25 janvier 2019, lorsque le gouvernement américain et le Congrès des États-Unis parviendront à un accord temporaire sur le financement de l'administration américaine - sans pour autant parvenir à trouver une solution au désaccord sur le financement d'une éventuelle construction d'un mur à l'origine du shutdown[6].